# Zbigniew Zamachowski
Zbigniew Zamachowski (IPA: [ˈzbiɡɲɛf zamaˈxɔfskʲi]) (Brzeziny, 17 luglio 1961) è un attore, compositore, cantante e doppiatore polacco.

## Biografia
Zamachowski si è diplomato in recitazione alla Scuola nazionale di cinema, televisione e teatro Leon Schiller di Łódź. Iniziò quindi a recitare nel 1981 e ottenne notorietà nel 1989 con una parte da protagonista in Decalogo 10 di Kieślowski, lo stesso Kieślowski lo vorrà come protagonista nel film Tre colori - Film bianco. Nel corso della sua carriera ha ricevuto vari premi e onorificenze nel suo paese. Ha dato anche la voce al personaggio di Shrek nella versione polacca del film.

## Vita privata
Dopo il divorzio dalla prima moglie, la direttrice di casting Anna Komornicka, si è risposato con l'attrice Aleksandra Justa dalla quale ha avuto quattro figli: Maria (1994), Antoni (1997), Tadeusz (2000) e Bronisława (2002). I due divorziarono nel 2012, e nel 2014 Zamachowski si è risposato con la giornalista Monika Richardson.

## Filmografia parziale
- Decalogo 10 (Dekalog, dziesięć), regia di Krzysztof Kieślowski - miniserie TV (1989)
- Dottor Korczak (Korczak), regia di Andrzej Wajda (1990)
- Tre colori - Film blu (Trois couleurs: Bleu), regia di Krzysztof Kieślowski (1993) - cameo
- Tre colori - Film bianco (Trois couleurs: Blanc), regia di Krzysztof Kieślowski (1994)
- Tre colori - Film rosso (Trois couleurs: Rouge), regia di Krzysztof Kieślowski (1994)
- Rapimento e riscatto (Proof of Life), regia di Taylor Hackford (2000)
- Wiedźmin, regia di Marek Brodzki (2001)
- Il pianista (The Pianist), regia di Roman Polański (2002)
- Viaggio nella vertigine (Within the Whirlwind), regia di Marleen Gorris (2009)
- Walesa - L'uomo della speranza (Wałęsa. Człowiek z nadziei), regia di Andrzej Wajda (2013)
- Corri ragazzo corri (Lauf Junge lauf), regia di Pepe Danquart (2013)
- Ojciec Mateusz - serie televisiva (2014)
- Dark Crimes, regia di Alexandros Avranas (2016)
- Una notte all'asilo (Noc w przedszkolu), regia di Rafal Skalski (2022)